# Christian Schlüchter
Christian Schlüchter (* 10. Juni 1947 in Sumiswald) ist ein Schweizer Geologe. Er war bis 2012 Professor an der Universität Bern.

## Leben
Christian Schlüchter wuchs auf einem abgelegenen Bauernhof oberhalb von Lützelflüh im Emmental auf. Nach dem Gymnasium in Burgdorf studierte er an der Universität Bern Geologie und promovierte 1973 mit geologischen Untersuchungen zum Quartär des Aaretals. Danach wirkte er als Ingenieurgeologe am Institut für Grundbau und Bodenmechanik der ETH Zürich. 1993 berief ihn die Universität Bern auf den ersten Lehrstuhl für Quartärforschung in der Schweiz; dort lehrte und forschte er bis zu seiner Emeritierung 2012.

## Forschung
Grosse Aufmerksamkeit in der Wissenschaft und der Öffentlichkeit bekam Christian Schlüchter aufgrund seiner Studien an kosmogenen Nukliden, mit denen sich das Alter von Landschaften bestimmen lässt, und vor allem an Holz- und Torffunden, die unter abschmelzenden Gletschern hervor gespült wurden. Diese Funde deuten darauf hin, dass in höheren, heute noch von Gletschereis überdeckten Lagen in früheren Zeiten Pflanzen wuchsen oder sogar Bäume standen. Daraus lässt sich schliessen, dass die Ausdehnung des Eises im Holozän stark schwankte. In der Römerzeit, 2300 bis 1900 Jahre vor heute, galten die Gletscher nicht als Hindernis, weil sie weitab der damals benützten Alpenübergänge lagen. Und zwischen 7300 und 6800 Jahren vor heute schmolzen die meisten Gletscher ganz ab.
Deshalb meint Christian Schlüchter, die gängige Vorstellung einer durchwegs starken Vergletscherung der Alpen seit der Eiszeit sei zu revidieren. Die Kleine Eiszeit vom 17. bis ins 19. Jahrhundert habe die grösste Gletscherausdehnung der letzten 10'000 Jahre gebracht; das präge unser Bild der Alpen. Während rund 50 Prozent dieser 10'000 Jahre seien die Gletscher aber weniger weit ausgedehnt gewesen als heute.

## Publikationen (Auswahl)
- Holz statt Eis. Veränderungen im Landschaftsbild der Alpen während der letzten 10'000 Jahre. in: Schweizerische Stiftung für alpine Forschung 1939–2014, Zürich 2014, ISBN 978-3-85515-107-3.
- mit Naki Akçar und Susan Ivy-Ochs: The Quarternary Period in Switzerland. in: Emmanuel Reynard (Hg.): Landscapes and Landforms of Switzerland. World Geomorphological Landscapes (S. 47–69). Cham 2021.
- mit Ueli Jörin und Thomas F. Stocker: Multicentury glacier fluctuation during the Holocene in the Swiss Alps. The Holocene, Los Angeles 2006.
- mit Anne Hormes und Benjamin Müller: The Alps with little ice: evidence for eight Holocene phases of reduced glacier extent in the Central Swiss Alps. Holocene 2001.